# Giry
Giry település Franciaországban, Nièvre megyében. Lakosainak száma 188 fő (2022. január 1.). Giry Arzembouy, Prémery, Arthel, Dompierre-sur-Nièvre, Montenoison, Oulon és Saint-Bonnot községekkel határos.

## Népesség
A település népességének változása:
| Lakosok száma | 215  | 204  | 201  | 195  | 191  | 188  | 188  | 188  | 188  |
|               | 2013 | 2015 | 2016 | 2017 | 2018 | 2019 | 2020 | 2021 | 2022 |